# جرج ریچموند
جرج ریچموند (به انگلیسی: George Richmond) یک فیلم‌بردار بریتانیایی است که به دلیل فعالیت در سینمای هالیوود مورد توجه قرار گرفته است.
او کار خود را در صنعت سینما به عنوان اپراتور دوربین آغاز کرد. او در چندین فیلم به عنوان دستیار دوم فیلمبردار کار کرد تا اینکه در نهایت اولین فیلمبرداری خود را با فیلم پنهان انجام داد. برخی از کارهای برجسته او عبارتند از: ماشین ارواح، کینگزمن: سرویس مخفی و ددپول و ولورین.